# Кришталевий палац (фільм)
Кришталевий палац також відомий як «Домінус вобіскум» — українська радянська пропагандистська чорно-біла історична драма 1934 року режисера Григорія Гричера-Черіковера за сценарієм Лео Мура. Існує також коротша німа версія фільму.
Фільм вийшов у прокат в УРСР 25 вересня 1934 року.

## Синопсис
1920-ті роки, в одному з промислових міст Західної Європи молодий архітектор переходить на бік «робітничого класу» та починає боротьбу з «соціальною несправедливістю».

## У ролях
У зйомках брали участь наступні актори:

| Актор                     | Роль                                 |
| ------------------------- | ------------------------------------ |
| Степан Шагайда            | скульптор Мартін Бруно, головна роль |
| Ірина Володко             | иатурииця; Рита, головна роль        |
| Павло Киянський           | Стефан                               |
| Терентій Юра              | депутат                              |
| Євген Коханенко           | антиквар                             |
| Григорій Гричер-Черіковер | арештант                             |
| Семен Грабин              | комсомолець                          |
| Гавриїл Терехов           | Авґуст                               |
| М. Германович             | патер                                |
| Я. Вурманський            | начальник поліції                    |
| І. Цахер                  | комсомолка                           |

## Творча команда
Творча команда:
- Режисер-постановник — Григорій Гричер-Черіковер
- Асистент режисера — Василь Лапокниш
- Сценарист — Лео Мур, Григорій Гричер-Черіковер
- Композитори — Борис Лятошинський, Ігор Белза
- Оператор — Юрій Єкельчик
- Художник-постановник — Моріц Уманський
- Звукооператор — Олександр Бабій